# Царапкина, Людмила Георгиевна
Людмила Георгиевна Царапкина (до замужества Блажко; род. 26 мая 1931, Ленинград) — советская спортсменка, шестикратная чемпионка СССР (1951–1956) и трёхкратная чемпионка Европы (1954–1956) по академической гребле. Заслуженный мастер спорта СССР (1955).

## Биография
Родилась 26 мая 1931 года в Ленинграде. Начинала заниматься академической греблей в спортивном обществе «Пищевик» у Анны Чекаловой. В дальнейшем продолжила тренироваться в клубе «Красное Знамя» под руководством Веры Савримович.
Наиболее значимых результатов добивалась в начале и середине 1950-х годов, когда, выступая в классе четвёрок распашных, шесть раз становилась чемпионкой СССР и трижды выигрывала золотые медали чемпионатов Европы.
В 1957 году окончила ГДОИФК имени Лесгафта и завершила свою спортивную карьеру. В последующие годы занималась тренерской, преподавательской и научной деятельностью в Саратове (1957–1964) и Волгограде (1964–1989). В 1973 году защитила диссертацию на соискание учёной степени кандидата педагогических наук «Исследование функциональной подготовленности двигательного аппарата подростков на этапах повышения спортивного мастерства».
В дальнейшем переехала в город Всеволожск, где работала учителем физической культуры. Награждена медалями «За трудовую доблесть» и «За доблестный труд».